# Les Affaires organisées
Pour plus de détails, voir Fiche technique et Distribution.
Les Affaires organisées (Organize Isler) est un film turc de comédie, réalisé par Yılmaz Erdoğan, sorti le 22 décembre 2005.

## Synopsis
À Istanbul, Asim est le chef d'une bande spécialisée en « affaires organisées » : vols de voitures, escroqueries, chantages et arnaques en tout genre. Un jour, poursuivi par le mari d'une de ses maîtresses qui vient de le surprendre, il se réfugie par hasard chez Samet, un comédien raté et déprimé, juste au moment où celui-ci s'apprête à se suicider en tenue de Superman. Reconnaissant de l'avoir sauvé des griffes du mari trompé, Asim prend Samet en affection et l'introduit dans sa bande, qui vit en communauté. 
Seulement, le timide Samet, qui n'avait déjà pas beaucoup de talent pour la comédie, en a encore bien moins pour les « affaires organisées ». Pourtant Asim, persuadé que son nouvel ami recèle un gros potentiel, lui confie une mission d'importance: revendre une luxueuse voiture, évidemment volée. La maladresse de Samet va alors engendrer une suite de catastrophes qui va entraîner toute la bande. 

## Fiche technique
- Titre : Les Affaires organisées
- Titre original : Organize Isler
- Réalisation : Yılmaz Erdoğan
- Scénario : Yılmaz Erdoğan
- Production : Necati Akpinar
- Musique : Ozan Colakoglu
- Photographie : Ugur Icbak
- Montage : Mustafa Presheva
- Pays d'origine : Turquie
- Format : Couleurs - 2,35:1 - DTS - 35 mm
- Genre : Comédie dramatique
- Durée : 106 minutes
- Dates de sortie : 22 décembre 2005 (Allemagne), 23 décembre 2005 (France, Turquie), 28 décembre 2005 (Belgique)

## Distribution
- Yılmaz Erdoğan : Asim Noyan, le chef d'une bande de voleurs en tout genre
- Tolga Çevik : « Superman » Samet, un comédien raté
- Demet Akbağ : Nuran Ocak, une prof de physique
- Altan Erkekli : Yusuf Ziya Ocak
- Ebru Akel : Nilüfer, fille de Nuran et de Yusuf, étudiante en philologie anglaise
- Berfin Erdogan : Nazli Noyan
- Basak Köklükaya : Nergis
- Ersin Korkut : Ersin, un membre de la bande d'Asim
- Özgü Namal : Umut Ocak
- Erdal Tosun : Uzeyir, un membre de la bande d'Asim
- Cem Yilmaz : Müslüm Duralmaz, un parrain de la mafia

## Autour du film
- Le tournage s'est déroulé à Istanbul, en Turquie.